# Torrebaja

Localización en la comarca del Rincón de Ademuz.

Torrebaja es un municipio español situado en la comarca del Rincón de Ademuz, al poniente de la provincia de Valencia (Comunidad Valenciana, España). Cuenta con una población de 391 habitantes (INE 2024). Se trata de un municipio castellanohablante, en el que el castellano cuenta con el predominio lingüístico reconocido legalmente.

## Geografía

### Ubicación

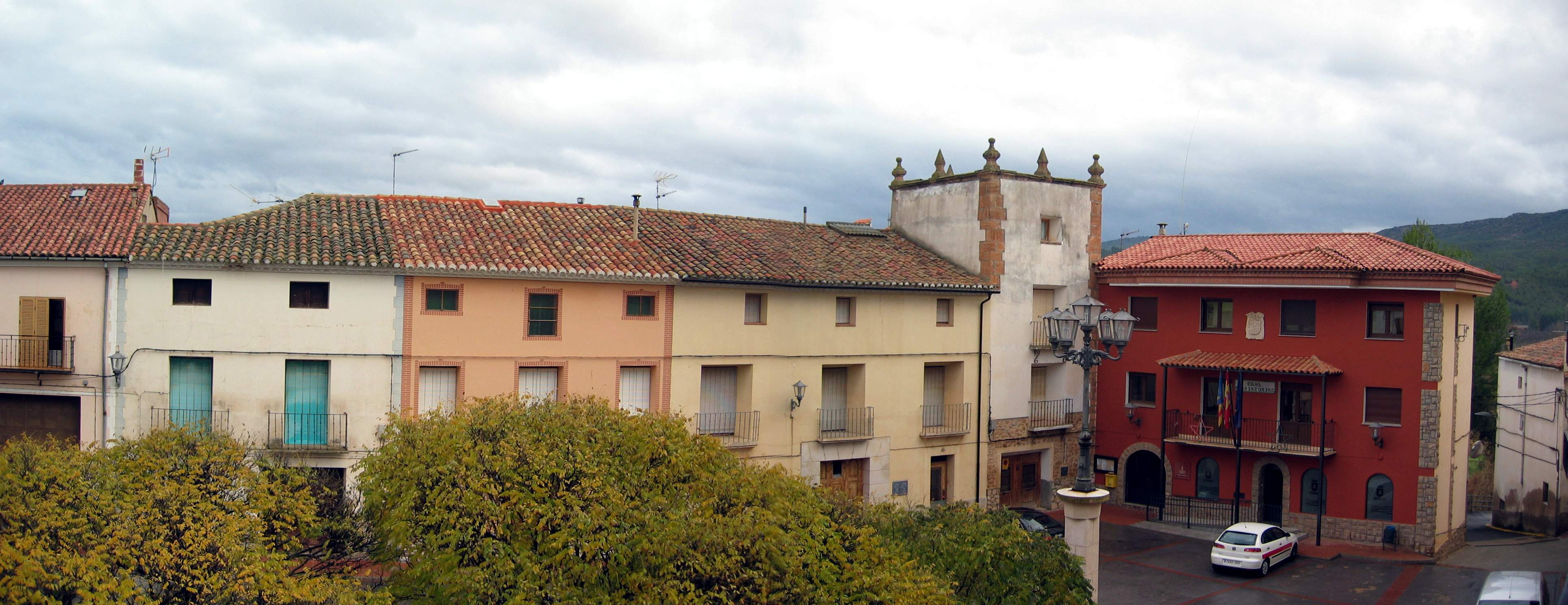
Detalle de la Casa Grande, torreón de los Picos y casa consistorial en Torrebaja (Valencia), año 2016.

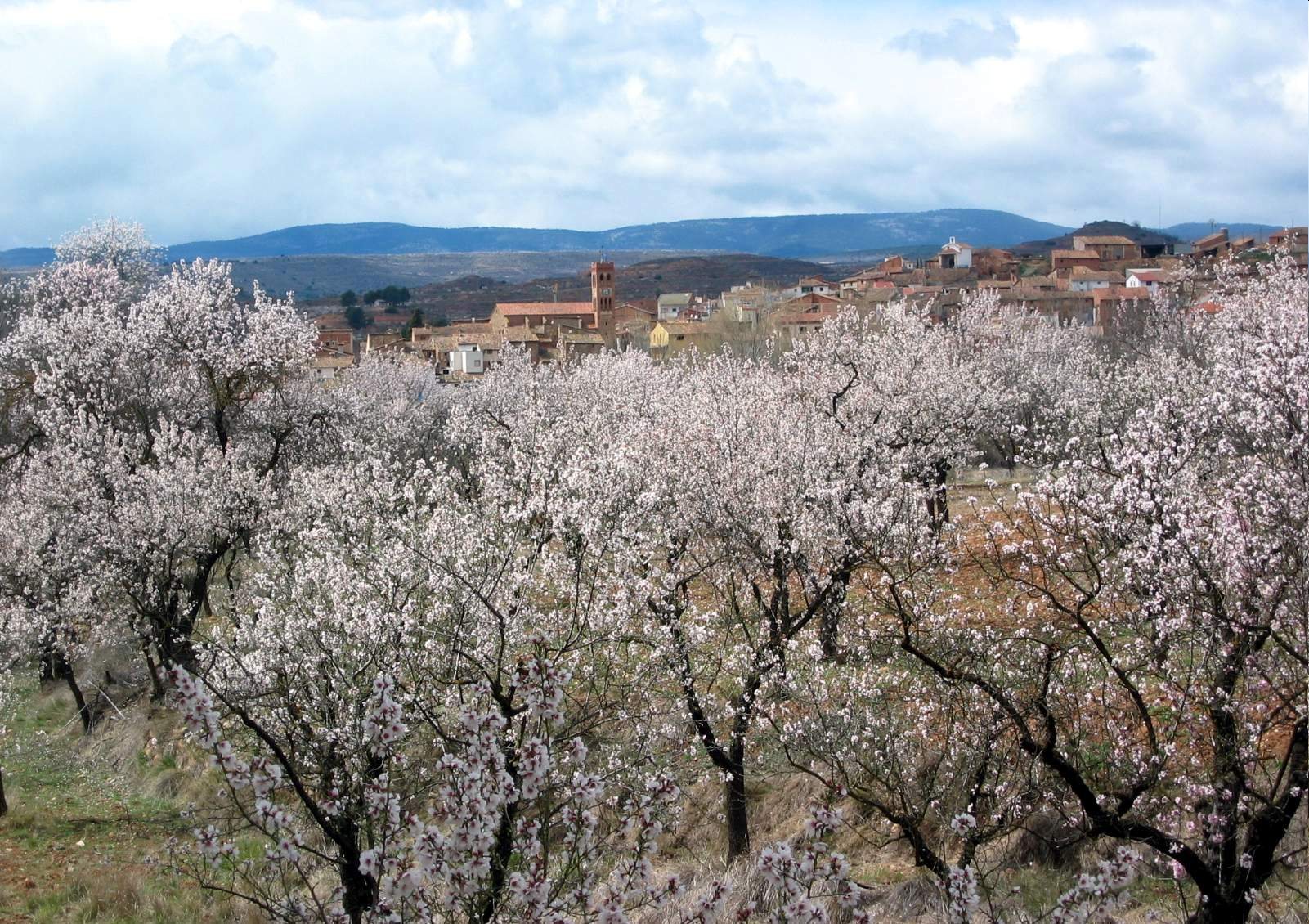
Vista parcial de Torrebaja (Valencia), desde «La Dehesa», con detalle de almendros en flor, año 2008.

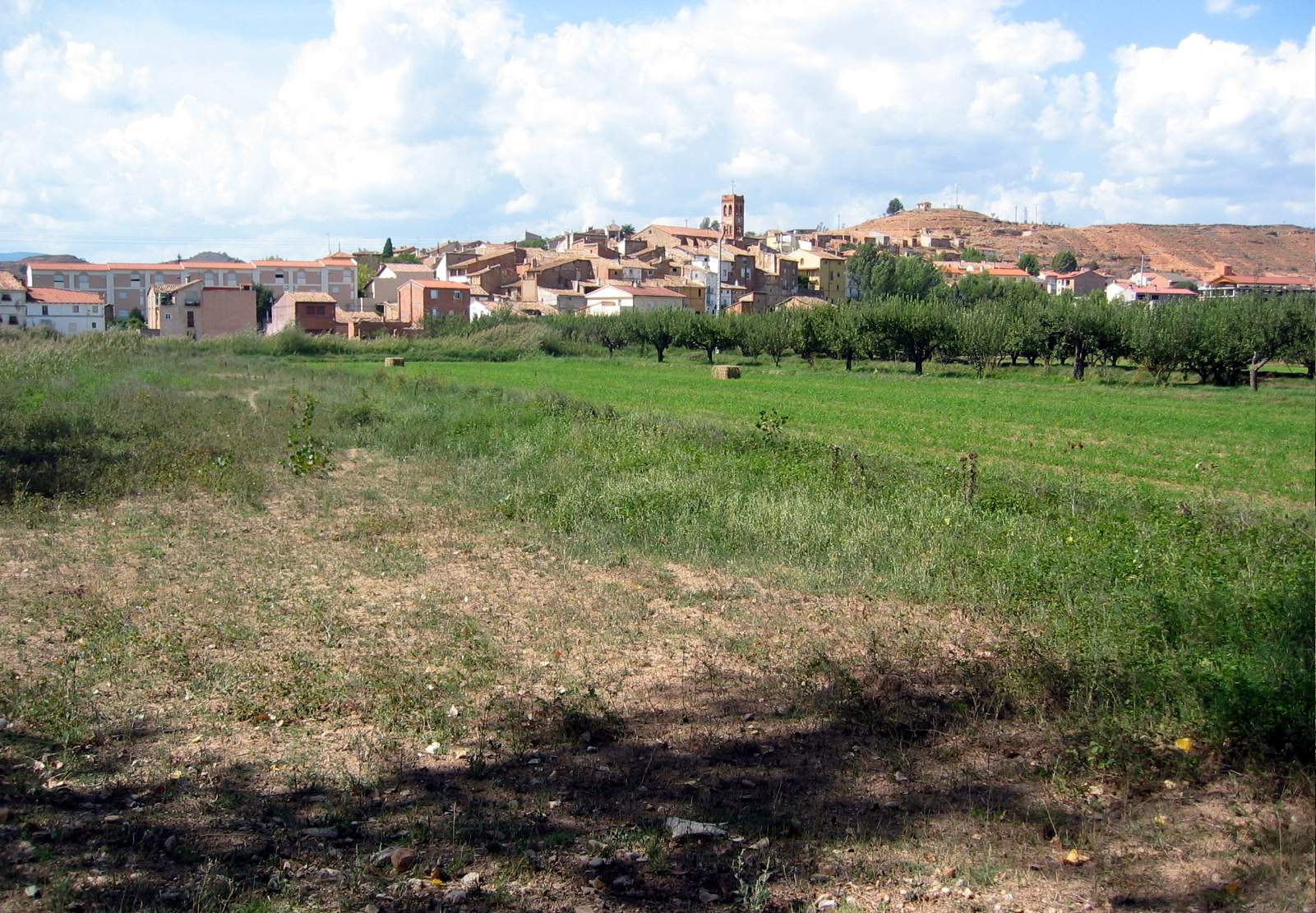
Vista general de Torrebaja (Valencia), desde «El Rento», con detalle de cultivos, año 2015.

Integrado en la comarca de Rincón de Ademuz, se sitúa a 152 kilómetros de la capital valenciana. El término municipal está atravesado por las carreteras N-330, en el pK 269, procedente de Requena, y N-420, entre los pK 540 y 542, procedente de Cuenca. Ambas compartirán trayecto hasta Teruel.
Se encuentra situado en la margen derecha del río Turia, en el punto de mayor amplitud de este valle fluvial. Su emplazamiento corresponde al extremo final de una loma que penetra sobre el fondo del valle, en la desembocadura del río Ebrón. Su orografía es relativamente poco accidentada, debido a su pequeña extensión y a que se halla en el valle del Turia, aunque está rodeada de altas montañas que forman parte de las estribaciones de los Montes Universales al oeste y de la sierra de Javalambre al este. La altitud oscila entre los 900 m al norte y los 730 m a orillas del Turia. El pueblo se alza a 742 m sobre el nivel del mar.
| Noroeste: Castielfabib | Norte: Castielfabib | Noreste: Castielfabib |
| Oeste: Castielfabib    |                     | Este: Ademuz          |
| Suroeste: Ademuz       | Sur: Ademuz         | Sureste: Ademuz       |

## Historia
- Con anterioridad al siglo XVII la población de «Villar de Orchet, Orcheta u Orxeta», Torre Hondonera, Fondonera o Fondonars, antecedente de la actual Torrebaja, estuvo situada en la partida de «Los Villares», frente a la Ermita de San José, que se halla en la zona meridional del término, en el camino viejo de Ademuz a Teruel. Parece ser que este primitivo asentamiento fue abandonado y los nuevos pobladores instalados en el actual asentamiento siglo XVII. El nuevo pueblo recibió la denominación de Torrebaja, en la grafía antigua Torrebaxa.
- Torrebaja tuvo su origen en un grupo de casas en el entorno de la Casa Grande. El núcleo originario puede observarse en el trazado del área formada por las calles Rosario, Herrería, Iglesia, Fuente y las plazas de la iglesia y placeta de Jaime I, más conocida como La Replaceta. Esta zona estaba delimitada al este por el antiguo Camino Real de Aragón a Castilla, cuyo trazado corresponde a las actuales calles Fuentecillas y Cantón (por donde discurría el antiguo camino de Ademuz a Teruel), mientras el acceso hacia el oeste correspondía a las calles de San Roque y del Rosario.
- Fue fundada a principios del siglo XVII, tras la expulsión de los moriscos de España (1609-1614). Su término municipal se superpone al del mayorazgo que fundaran los Ruiz de Castellblanque en tierras de la jurisdicción de Castielfabib. De uno de aquellos primeros señores conocemos sus últimas voluntades, según puede verse en el Testamento de Diego Ruiz de Castellblanch, señor de Torrebaja (1638).
- La Ley de Desamortización de 1854 supuso para Torrebaja uno de los mayores acontecimientos de su historia como pueblo, pues en virtud de esta promulgación, doña Juana Casaus de Castilblanque, a la sazón dueña y señora de Torrebaja, procedió a la liquidación de su patrimonio en la localidad entre sus renteros y colonos. Esto sucedía el 23 de enero de 1856.

### Moros en Torrebaja
- El actual municipio y población de Torrebaja, antigua «Torrefondonera» o «Lugar del Villar de Orchet», fue un lugar de moros -Noticia de los moros en Torrebaja (1425), según demuestran los registros documentales de principios del siglo XV (1425), reforzando así el sentir popular legado por la tradición local, conforme el despoblado de «Los Villares», entorno de la Ermita de San José pudo ser un recinto morisco y el solar del ermitorio una humilde mezquita.
- La denominada zona de «Los Villares» constituye un altozano en la ladera oriental del monte conocido como «La Loma» y está centrada por la mencionada ermita siglo XVII; se halla junto al viejo camino de Ademuz a Teruel, tramo del «Camino Real» o «Camino Nacional» de Valencia a Aragón por este parte del Rincón de Ademuz.

### La guerra civil española en Torrebaja

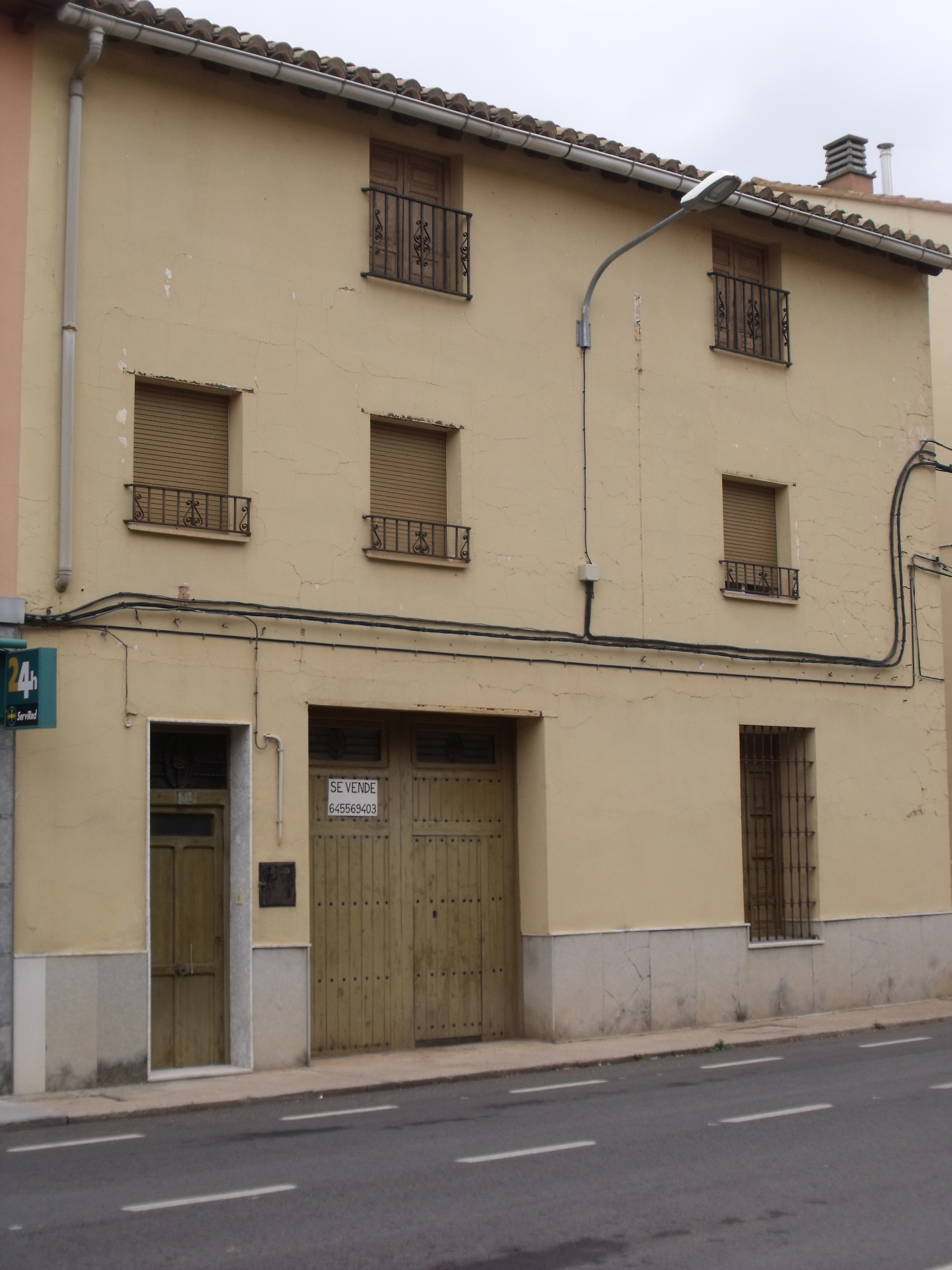
Edificio usado como hospital.

- La guerra civil española (1936-1939) constituyó el acontecimiento más dramático y trascendental ocurrido en España durante el pasado siglo XX —suponiendo un elevado coste en vidas humanas y bienes materiales— hasta el punto que sus efectos se prolongaron durante décadas, marcando a varias generaciones de españoles.
- El Rincón de Ademuz, por su proximidad al frente turolense, se vio afectado por el movimiento de tropas para la ofensiva del ejército republicano sobre la ciudad y posterior contraofensiva sublevada (1937-1938). Sin embargo, el pueblo más afectado por la guerra fue Torrebaja, toda vez que en dicha localidad, por su situación y accesibilidad se ubicó el Hospital de Sangre de Torrebaja, el Estado Mayor de XIX Cuerpo de Ejército republicano y el Alto Comisariado de Guerra, razón por la que la población fue bombardeada en varias ocasiones: el Bombardeo de Torrebaja más importante por el número de muertos, heridos y daños materiales tuvo lugar el 26 de noviembre de 1938.
- El bombardeo que mayores consecuencias tuvo sobre la población fue el del 26 de noviembre de 1938, que acabó con la vida de muchas personas, entre los que se hallaban una decena de vecinos, algunos refugiados y un número indeterminado de soldados. Los heridos leves fueron también numerosos. Asimismo, derribó totalmente unos veinticinco edificios y dañó gravemente otros, entre los que se hallaba la Iglesia de parroquial de Santa Marina, que hubo de ser demolida tras la contienda.

## Demografía
Torrebaja cuenta con una población de 391 habitantes (INE 2024).
| Gráfica de evolución demográfica de Torrebaja entre 1842 y 2021 |
| |
| Población de derecho según los censos de población del INE Población de hecho según los censos de población del INEEn 1857 crece el término del municipio porque incorpora a Torre Alta |

## Organización territorial
En el término municipal de Torrebaja se encuentran también los siguientes núcleos de población:
Torrealta (o Torre Alta), la antigua «Torre Somera» de las crónicas bajomedievales, se halla al norte del término. Constituida en mayorazgo con los Garcés de Marcilla, fue municipio independiente hasta mediados del siglo XIX, en que se agregó al de Torrebaja, por no reunir los 30 vecinos mínimos que exigía la Ley para continuar siendo distrito independiente.
Los Pajares, popularmente conocida como «Eras de los Pajares», antigua aldea barrio ubicada al poniente de población, como arrabal de la misma, donde secularmente se ubicaban las eras, pajares, cubos, lagares y bodegas del vecindario. Dicho sector, sin embargo, pese a la confusión de núcleos urbanos con Torrebaja, pertenecía jurisdiccionalmente al término de Castielfabib (Valencia).
- No obstante, la inmensa mayoría de vecinos de Los Pajares —por no decir la totalidad— poseían sus fincas de labor en el término de Torrebaja y se sentían a todos los efectos «torrebajeros de corazón», hasta el punto que usaban y disfrutaban de los servicios generales del municipio —escolares, religiosos, sanitarios, comerciales, etcétera— como propios. Asimismo, participaban de las festividades patronales —santa Marina y san Roque— con el fervor y el entusiasmo de los torrebajenses, con la particularidad de que la Ermita de San Roque, que censaba y censa en el inventario de ermitas de la parroquia desde el siglo XVII, se hallaba ubicada en la atalaya de Los Pajares, aunque fuera de su jurisdicción. Y todos los aldeenses del barrio de Castielfabib, cuando fallecían se inhumaban en el cementerio municipal. El último de los camposantos locales, ubicado en la partida de «Los Llanos» (1920), curiosamente se hallaba en término de Castielfabib.
- Para solucionar tan anómala situación, se iniciaron una serie de acciones ante la Administración provincial y del Estado, datando de los años cincuenta del siglo XX las primeras actuaciones. Sin embargo, no fue hasta finales de los pasados años ochenta que se instruyeron las gestiones definitivas, que culminaron con la segregación de la aldea-barrio de «Los Pajares» de su término matricial para su agregación al de Torrebaja.
- La base argumental para el proceso estuvo en que «con el desarrollo de sus edificios llegaron a confundirse sus núcleos urbanos» y «los servicios de interés general imponían la segregación». En cuanto al procedimiento para la alteración de términos municipales que ello implicaba, de los distintos que contempla la Ley se eligió el denominado «Por iniciativa de los vecinos», la mayoría de los cuales se constituyeron en Comisión Promotora, dando así comienzo el expediente de segregación.
- La denominada Junta vecinal estuvo en todo momento apoyada por el Ayuntamiento de Torrebaja, que colaboró en las gestiones necesarias. El expediente recibió el visto bueno y la aprobación mayoritaria del Pleno de la Diputación Provincial de Valencia –siendo presidenta Clementina Ródenas Villena– y del Consejo de Estado en Madrid. La culminación del "oneroso" expediente se resolvió mediante el Decreto 114/1995, de 6 de junio del Gobierno Valenciano, siendo presidente de la Generalidad Joan Lerma i Blasco (BOE n.º 6, sábado 6 de enero de 1996).
- El Decreto de segregación-agregación fue recurrido por el Ayuntamiento de Castielfabib, pero el contencioso fue desestimado a favor del de Torrebaja. Por ello resulta incorrecto decir que hubo «apropiación por parte de Torrebaja de esta aldea», cuando fue un procedimiento legal, amparado por la Constitución Española (1978), el Texto Refundido de Régimen Local (TRRL) y por el Reglamento de Población y Demarcación Territorial (RPDT), para resolver una situación absurda que causaba clamor vecinal.
- Desde ese momento, Los Pajares y Torrebaja constituyen un solo municipio, dando cumplimiento al deseo ciudadano de ambas localidades, que ya eran un único pueblo por los lazos de sangre, costumbres y afecto que históricamente les unían, pues, la antigua aldea-barrio de Los Pajares de Castielfabib se desarrolló y creció al amparo de Torrebaja, población que, paradójicamente, hasta mediados del siglo XIX, también había sido calle y aldea de Castielfabib, uno de los pueblos de más antigua prosapia del Rincón de Ademuz, en el Reino de Valencia.

## Economía
- Torrebaja se ha caracterizado por su papel de cruce de caminos comarcal. En el pasado fue confluencia del «Camino Real o Nacional» de Valencia a Castilla y Aragón. Posteriormente, ya en el siglo XX, este papel se vio reforzado por el trazado de las carreteras N-420 y N-330, coincidentes en su paso por el pueblo.
- El papel de nudo de comunicaciones ha contribuido a acentuar el desarrollo económico durante los siglos XIX y XX, centrado en la comercialización de diversas frutas, especialmente manzanas (Pyrus malus L) en su variedad local esperiega, y una elemental red fabril. A consecuencia de todo esto, Torrebaja ha sido el pueblo que ha experimentado un mayor crecimiento poblacional en la comarca desde el siglo XVIII.
- La agricultura, que fue la principal fuente de ingresos —desde tiempos históricos y hasta las últimas décadas del siglo XX—, se halla actualmente en franca recesión. Posee una hermosa huerta de regadío y una compleja red de acequias alimentadas por los ríos Turia y Ebrón. Pero sus tierras están improductivas en un amplio porcentaje de su extensión, pese a la reparcelación de la propiedad, concentración parcelaria que se llevó a cabo en el término con fondos públicos, la única que se ha hecho hasta ahora en la comarca. Actualmente está a la espera de orientar su producción hacia algún cultivo específico apropiado al clima y condiciones generales de la zona.
- La ganadería es escasa, por la falta de condiciones para su desarrollo, dada la falta de monte y su escueto término.

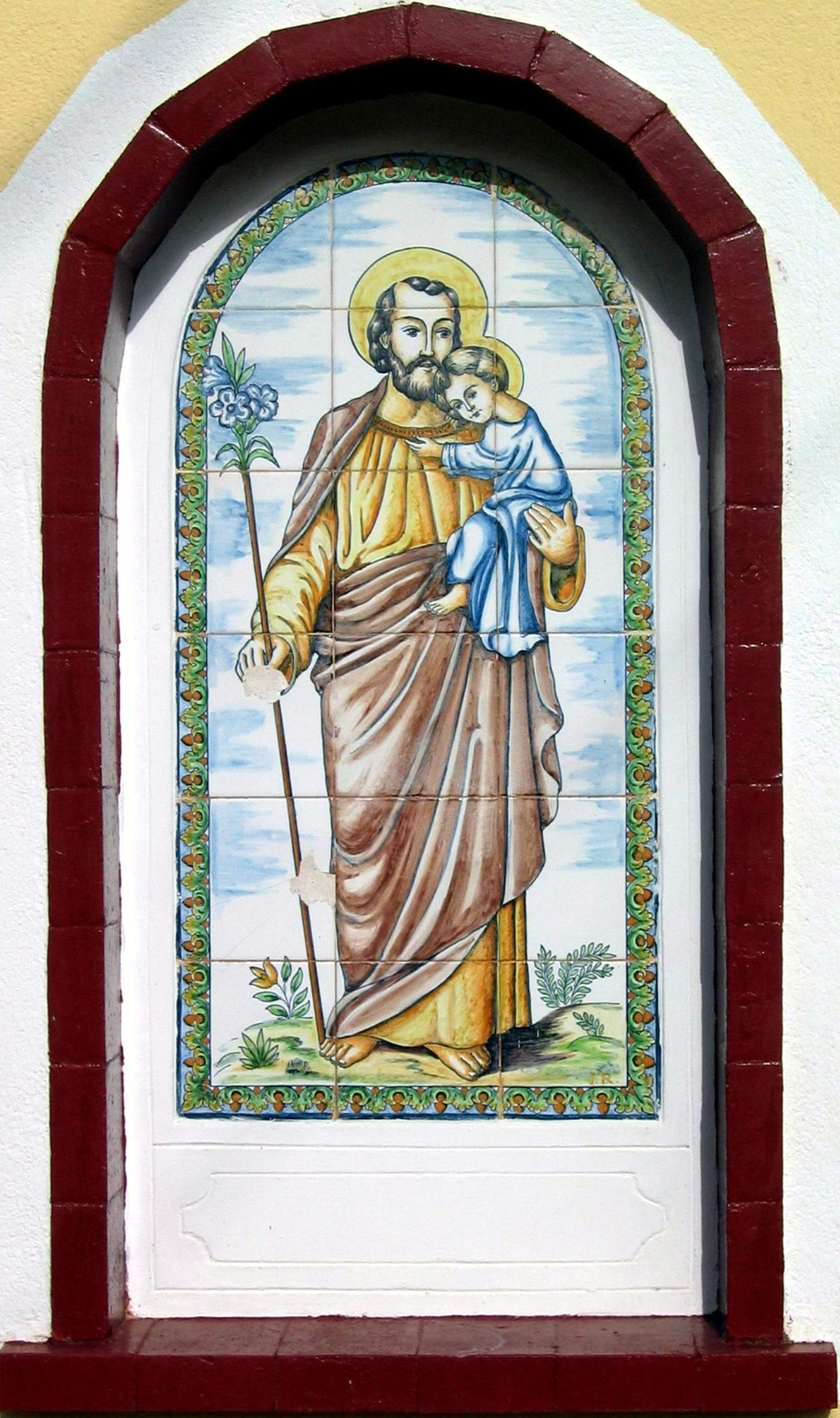
Plafón cerámico en hornacina representando a san José con el Niño en brazos, Torrebaja (Valencia), año 2007.

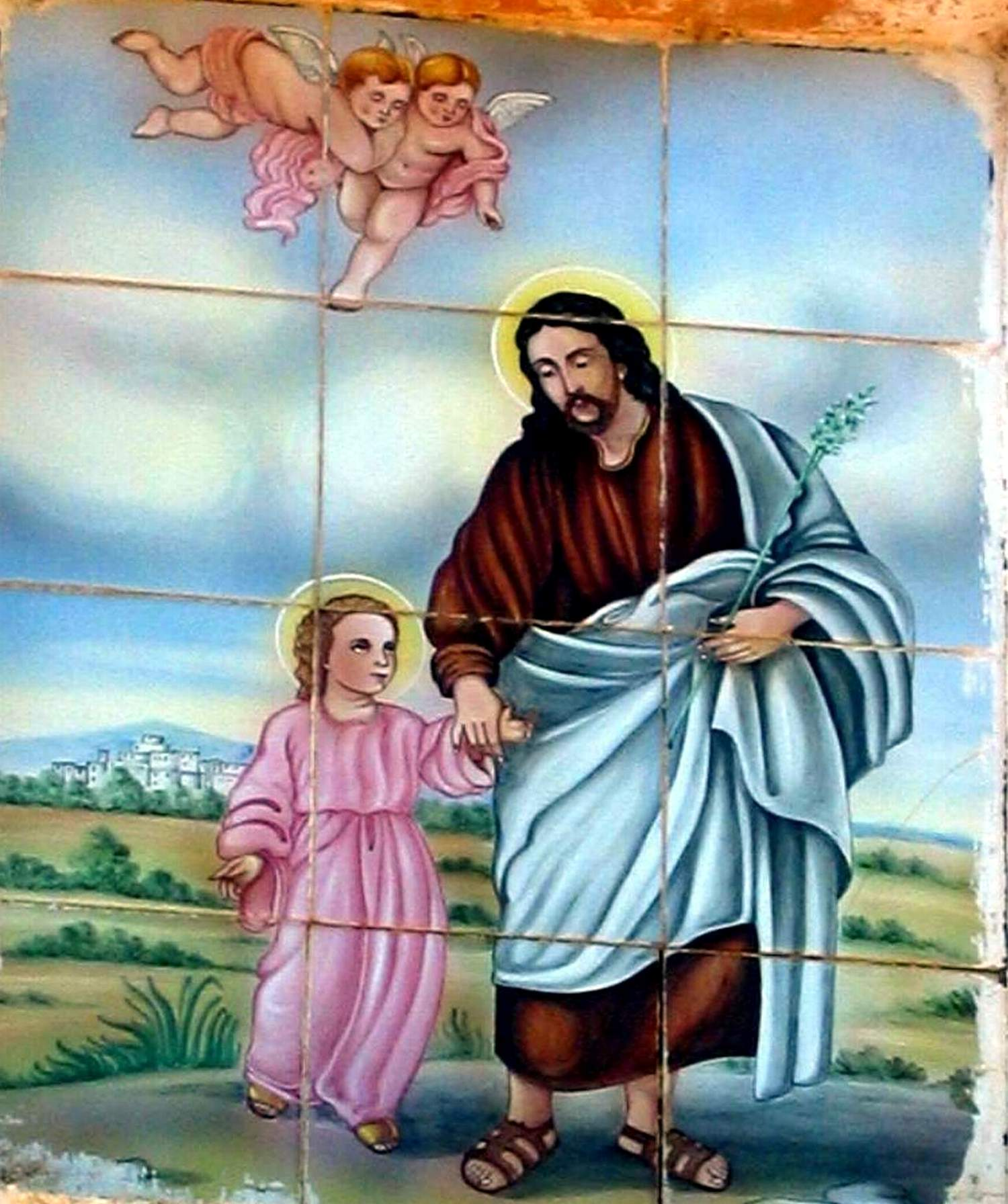
Plafón cerámico en fachada representando a san José con el Niño de la mano, Torrebaja (Valencia), año 2007.

## Administración y política
| Periodo   | Nombre                                                                  | Partido   |
| --------- | ----------------------------------------------------------------------- | --------- |
| 1979-1983 | Cándido Roselló Domingo                                                 | UCD       |
| 1983-1987 | Cándido Roselló Domingo                                                 | AP        |
| 1987-1991 | Vidal Gimeno Casino                                                     | AP        |
| 1991-1995 | Alfredo Sánchez Garzón                                                  | GIUPT     |
| 1995-1999 | Armando León Valero                                                     | PP        |

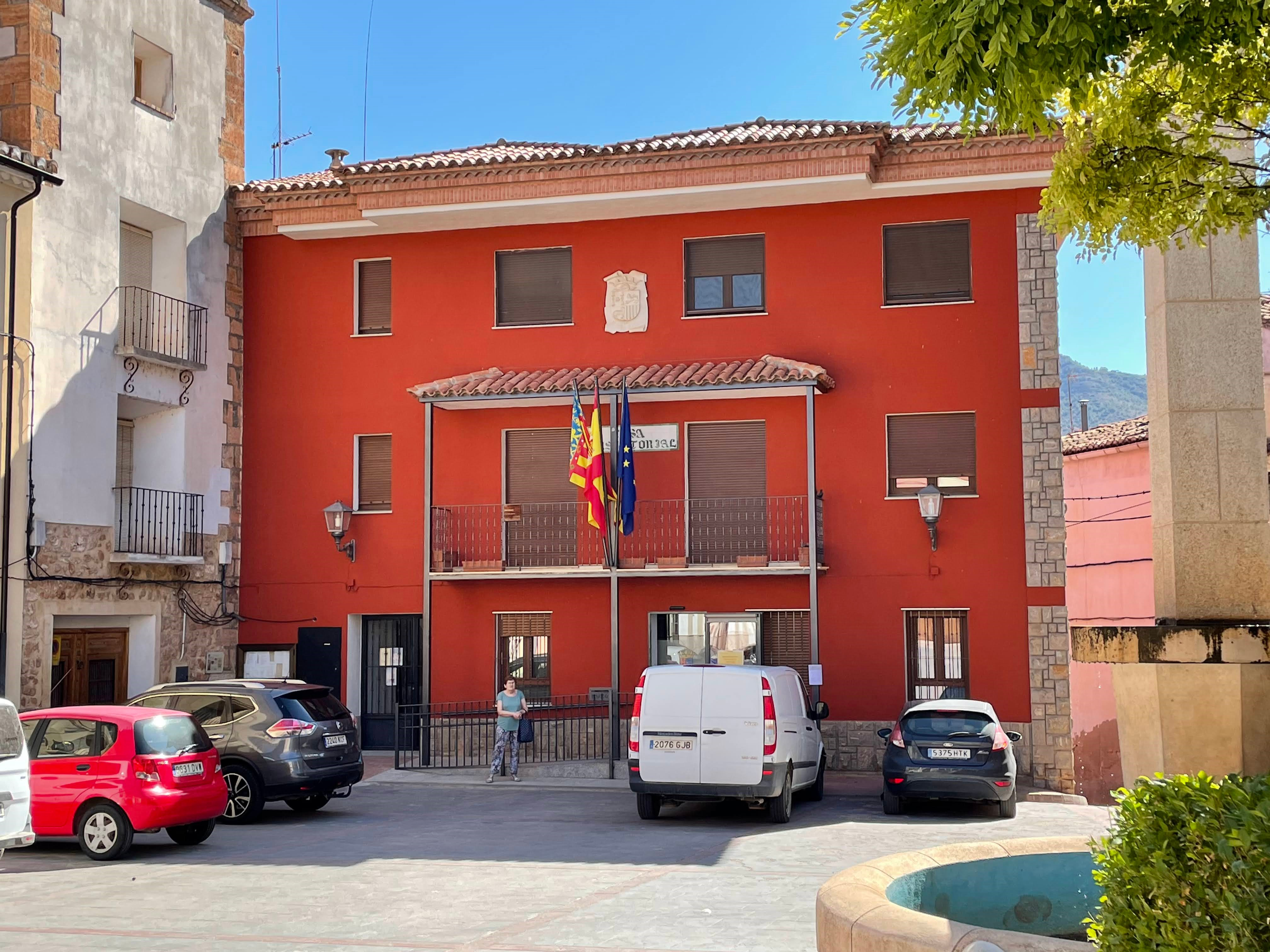
Ayuntamiento de Torrebaja

| 1999-2003 | Justo González Tregón (hasta 02/06/2000) Mª Carmen Villanueva Hernández | PP        |
| 2003-2007 | Francisco Javier Varela Tortajada                                       | PP        |
| 2007-2011 | Francisco Javier Varela Tortajada                                       | PP        |
| 2011-2015 | Octavio Gómez Luis                                                      | PSPV-PSOE |
| 2015-2019 | Manuel E. Tortajada Matos                                               | PP        |
| 2019-2023 | Mª Carmen Villanueva Hernández                                          | PP        |
| 2023-act. | José Antonio Monterde Miguel                                            | PP        |

## Cultura

### Patrimonio

#### Arquitectura religiosa
- Iglesia parroquial de Santa Marina. Se trata de un templo moderno construido en los años 50 del pasado siglo en substitución del anterior, dañado por los bombardeos sufridos por Torrebaja en 1938. Su fábrica es de ladrillo sin revestir y cantería, con una esbelta torre-campanario del mismo material y basamento de piedra caliza tallada. Su tejado de teja árabe es a dos aguas, recayente sobre los tejadillos separados por contrafuertes de las capillas laterales.

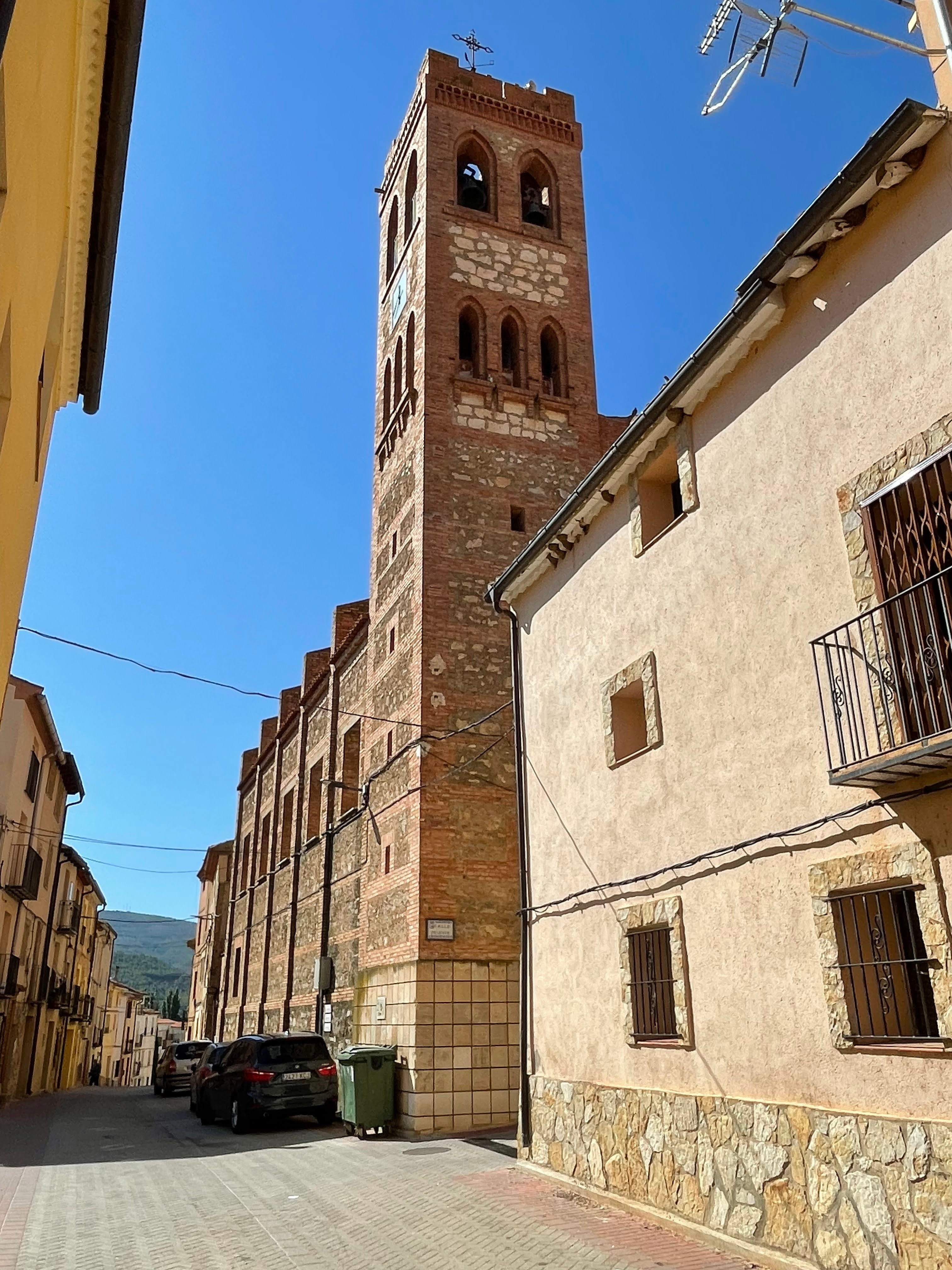
Iglesia de Santa Marina - Torrebaja.

- Ermita de San José, en la partida de Los Villares, junto al camino viejo de Ademuz a Teruel, al sur de la población.
- Ermita de San Roque, en el barrio de Los Pajares, al oeste de la población.
- Casilicio de San Antonio de Padua, hornacina frente a las Casas de la Venta, en la calle Fuentecillas, al norte de la población.
- Casilicio de San Antonio de Padua, pilon en la calle Cantón, junto al cauce antiguo del río Ebrón, al sur de la población.
- Casilicio de la Virgen del Pilar, pilón en la intersección de la Bajada del Pasillo con la calle Fuentecillas, al norte de la población.
- Casilicio de Santa Bárbara, pilón en la partida de su nombre, junto al cementerio viejo, ambos desaparecidos.

Existen también algunos interesantes plafones con iconografía religiosa, expresión de religiosidad popular, basados en ladrillos cerámicos sitos en las fachadas de algunas viviendas particulares -Plafones cerámicos (Rincón de Ademuz): Sagrada Familia (plaza del Ayuntamiento), San Ignacio de Loyola, San José con el Niño en brazos y Virgen de Tejeda (carretera de Teruel), San José con el Niño de la mano (Los Pajares), San Vicente Ferrer (calle Fuente), Santa Teresa de Ávila (calle Hoya), etc. Hubo también un representativo Vía Crucis, cuyas estaciones ascendían desde la población hasta la Ermita de San Roque, en Los Pajares, cuyos ladrillos fueron destruidos durante la Revolución Española de 1936.

#### Arquitectura civil
- Torreón de los Garcés de Marcilla, en la aldea de Torrealta, al norte de la población.
- Casa Señorial de los Ruiz de Castelblanque, en la plaza del Ayuntamiento.
- Casco urbano posee una distribución uniforme, con calles relativamene paralelas y llanas, donde las cuestas pronunciadas son la excepción. Las calles más antiguas y representativas del pueblo responden a la denominación de san Roque, del Rosario, Fuente y Fuentecillas, Cantón, Zaragoza... La plaza del Ayuntamiento es amplia, pose forma rectangular y en su extremo septentrional está ocupada por el antiguo caserón solariego de los Ruiz de Castilblanque, antiguos titulares del mayorazgo de Torrebaja, posteriormente reconvertido en varias viviendas, aunque sin haber perdido del todo su estructura y aspecto original. En el ángulo oriental de la plaza se emplaza el moderno edificio del Ayuntamiento, obra de nueva planta construida sobre el solar de la vieja casa consistorial, donde se ubicaba la administración municipal, el frontón de pelota y las antiguas escuelas públicas.[5] En fases más recientes la expansión urbanística se realizó en sentido ascendente. La apertura de la carretera N-420, a comienzos del siglo XX, supuso la urbanización de la parte alta, dando al núcleo urbano un carácter de pueblo-calle en esa zona.
- Casa de los Picos es un torreón cuadrangular anexo a la Casa Grande del mayorazgo. Está coronado por estructuras boladas y en forma piramidal o lanceolada —típicas de muchos edificios civiles y religiosos barrocos de los siglos XVII y XVIII—, que reposan sobre las cornisas altas del mismo y le dan un aspecto singular. Su elegante silueta constituye un emblema para Torrebaja, y le da su nombre a la localidad. El edificio es de propiedad particular.
- Molino de San José, también conocido como «Molino de Arriba», al sur de la población, junto al camino viejo de Ademuz a Teruel.
- Molino del Señor, también conocido como «Molino de Abajo» o «Molino del Mayorazgo», al sur de la población, frente al Puente de Guerrero.
- Posada de José Gómez, edificio de propiedad municipal rebautizado como «Posada del Arte», en la carretera de Teruel.
- Cementerio municipal, construido en 1920 en la partida de «Los Llanos», al noroeste de la población, contiene un monumento y una estela funeraria «In memoriam» de los inhumados durante la guerra civil española.

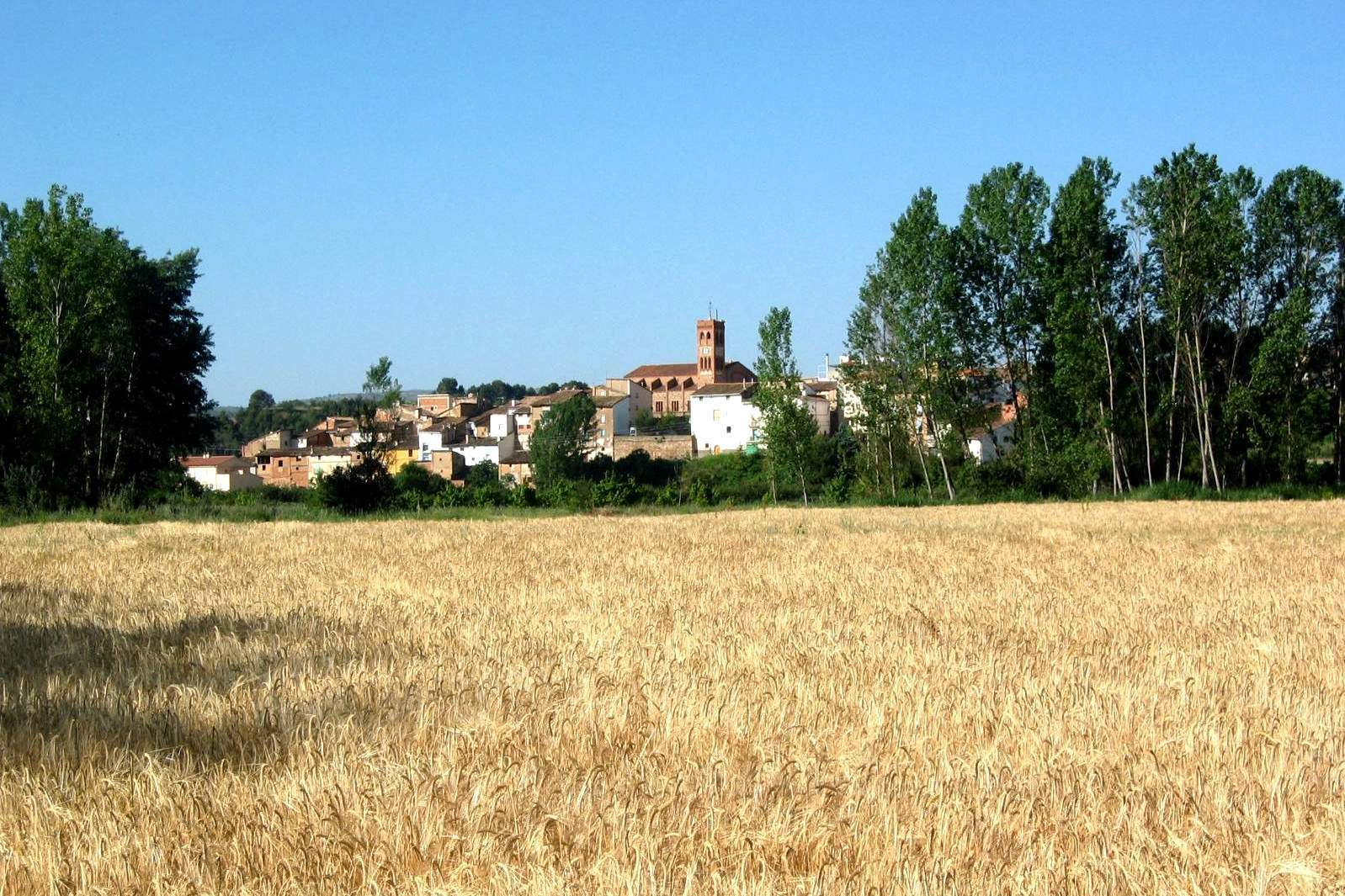
Vista parcial de Torrebaja (Valencia), desde El Reguero, con detalle de cultivo de cereal, año 2004.

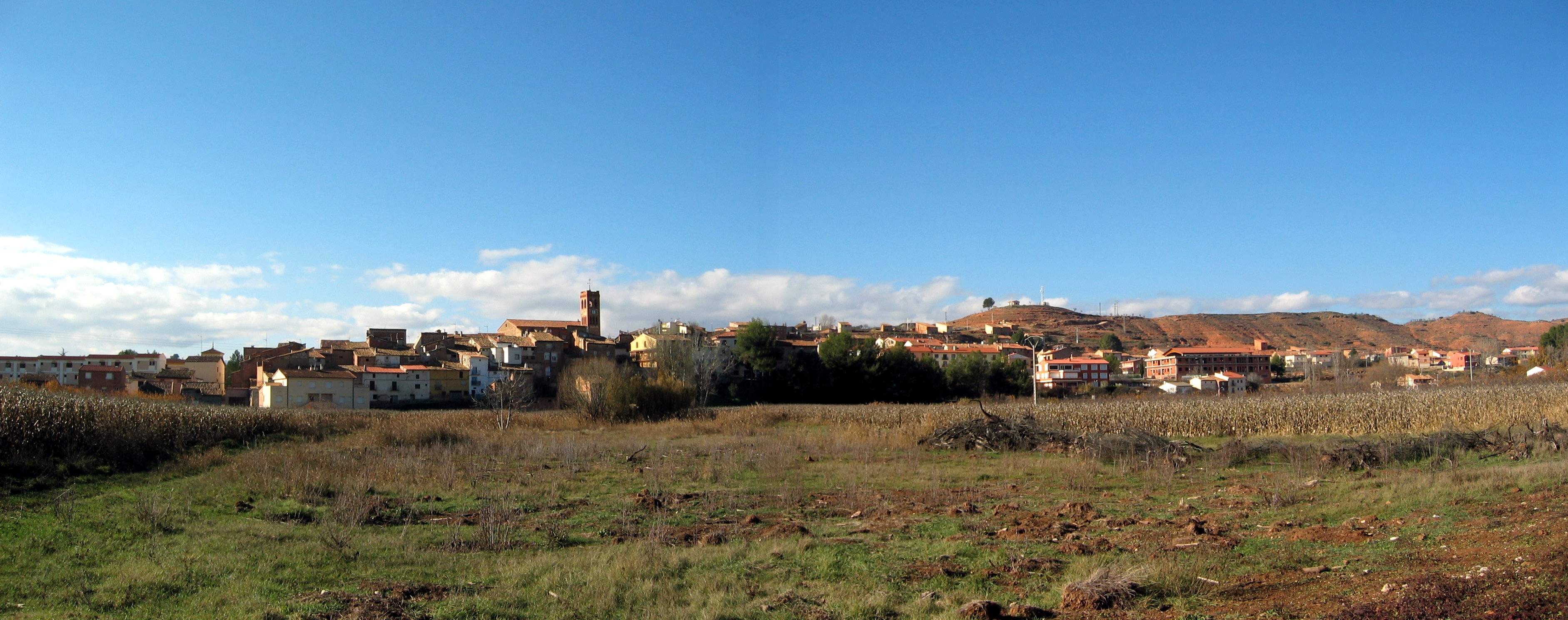
Vista panorámica (oriental) de Torrebaja (Valencia), desde El Rento, año 2016.

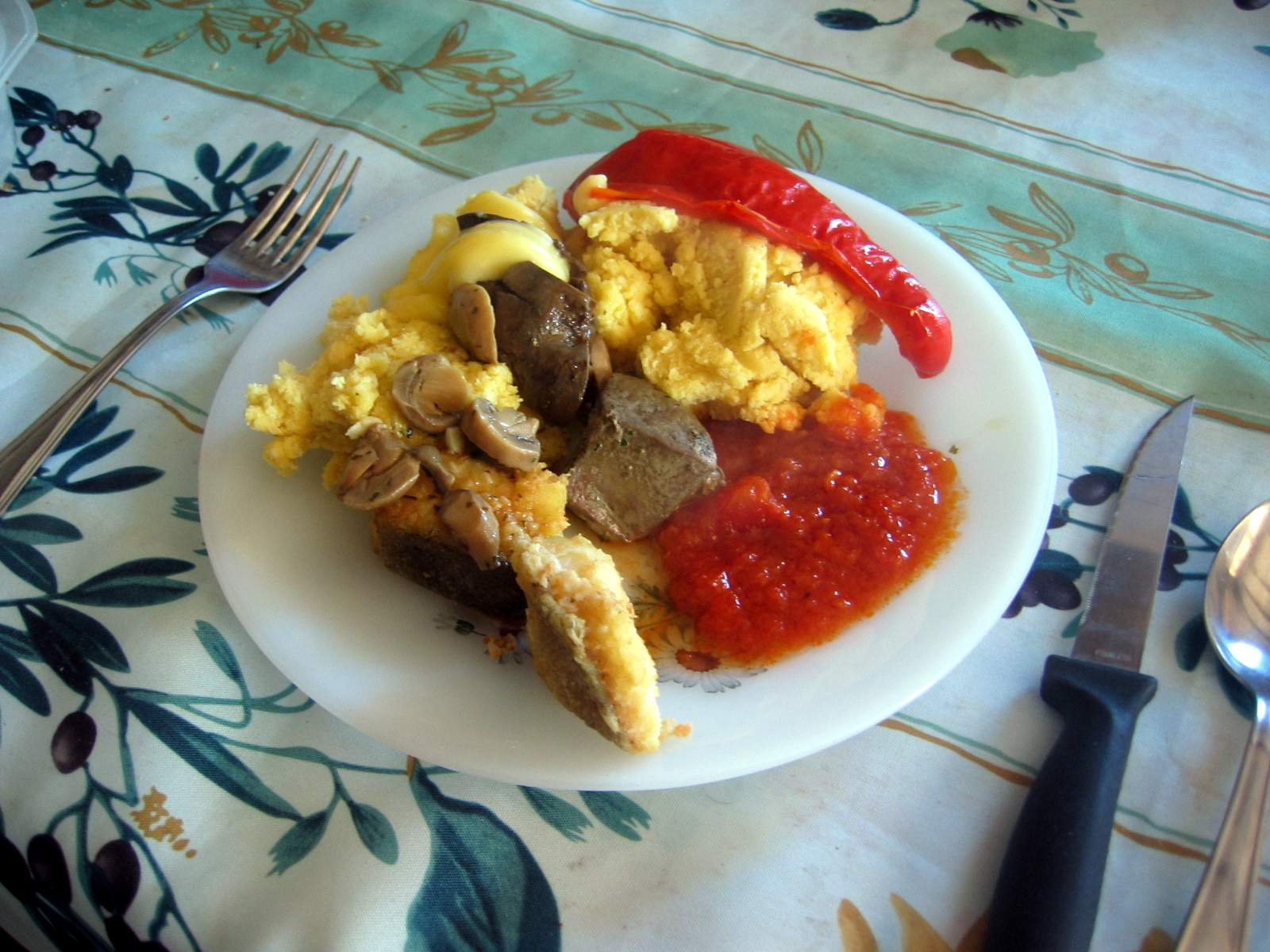
Detalle de un plato de gachas de panizo con su habitual condimento, año 2012.

### Patrimonio inmaterial
- San Antonio Abad. Se celebra el 17 de enero, festividad en la que tiene lugar la entrega del Pan de san Antonio.
- Carnavales. Se celebran a finales de febrero.
- San Isidro Labrador. Se celebra el 15 de mayo.
- Fiesta Patronal de Santa Ana. (Torrealta).
- Fiesta Patronal de Santa Marina "la Cerecera". Se celebra a mitad de junio.
- Fiesta Patronal de Santa Marina "la Melonera". Se celebra a finales de agosto.

### Eventos culturales
Acogió la celebración de la IV Fiesta de la manzana esperiega, evento lúdico-festivo y comercial que tuvo lugar en 2016.

### Gastronomía
- Cuenta con una rica y variada gastronomía típica entre la que cabe destacar las tradicionales Gachas de panizo (maíz), trigo o mixtas, el empedrado, el puchero de pueblo, las migas de pan, los asados de cordero y embutidos de cerdo y una gran variedad de pastas y dulces (magdalenas, rolletes de anís, pan dormido...).

## Personas notables

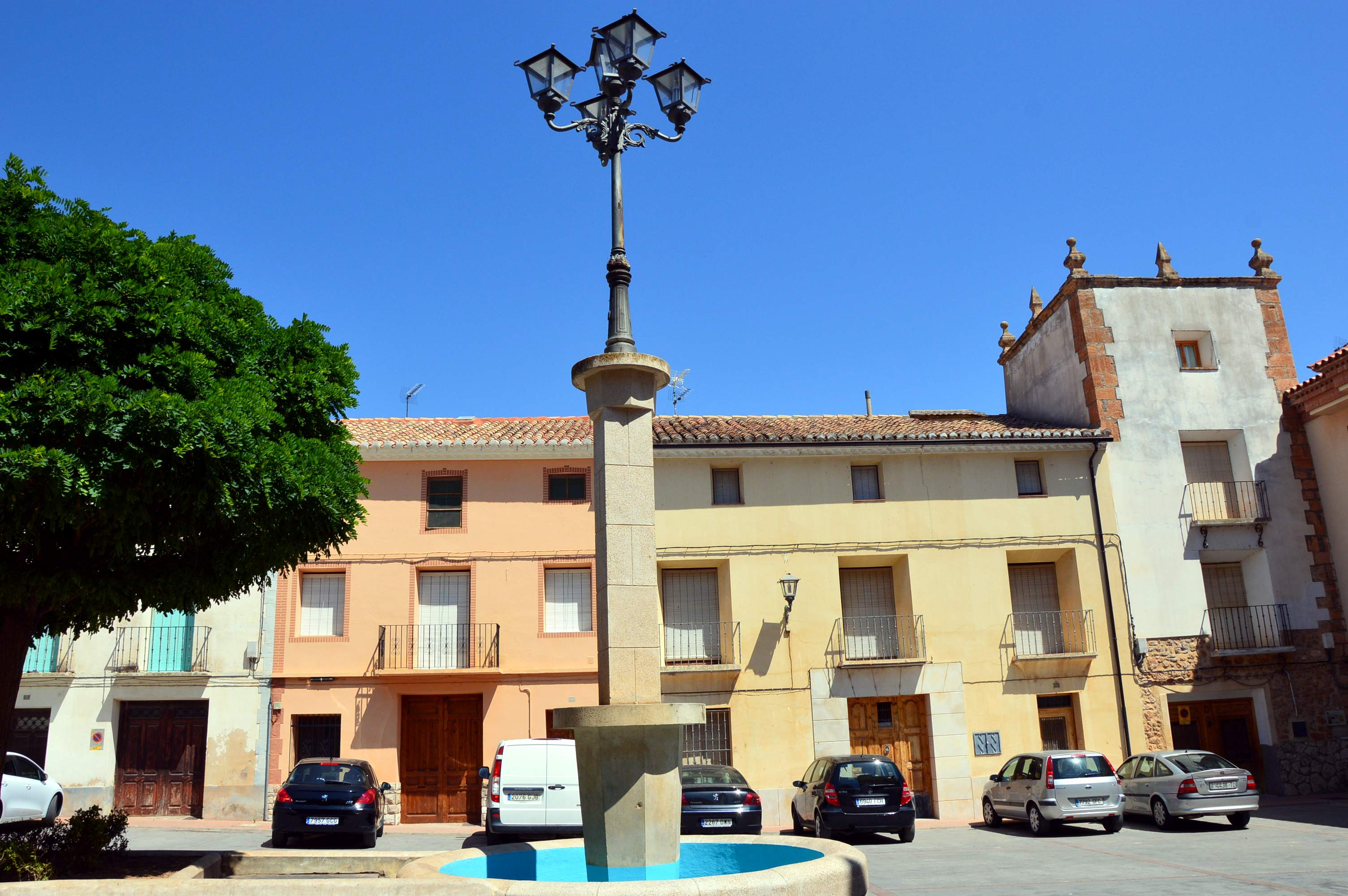
Vita general de la Casa Grande, antiguo solar de los «Ruiz de Castellblanque» en la plaza del Ayuntamiento, Torrebaja (Valencia), año 2016.

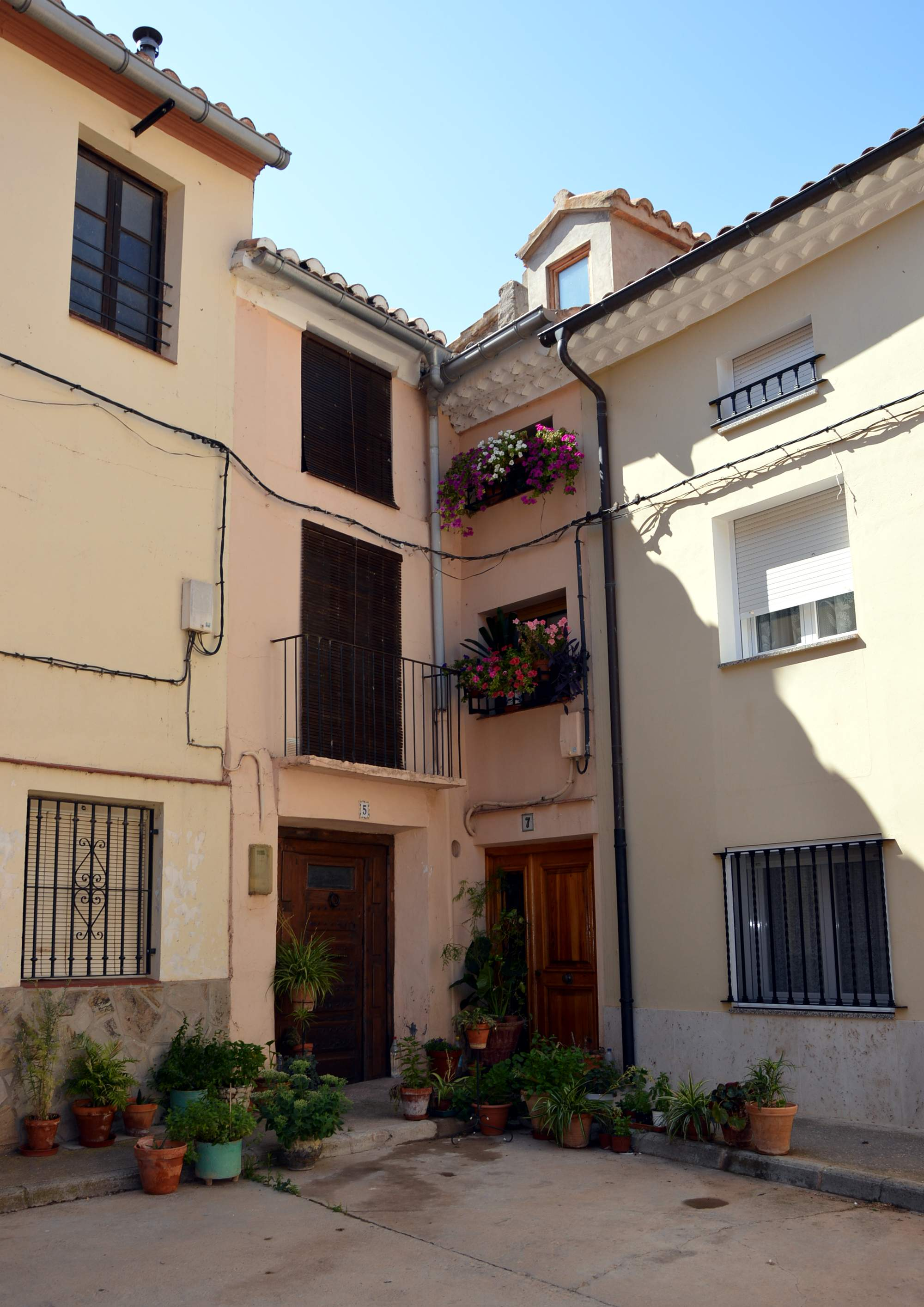
Detalle de rincón en la plaza de la iglesia, Torrebaja (Valencia), año 2016.

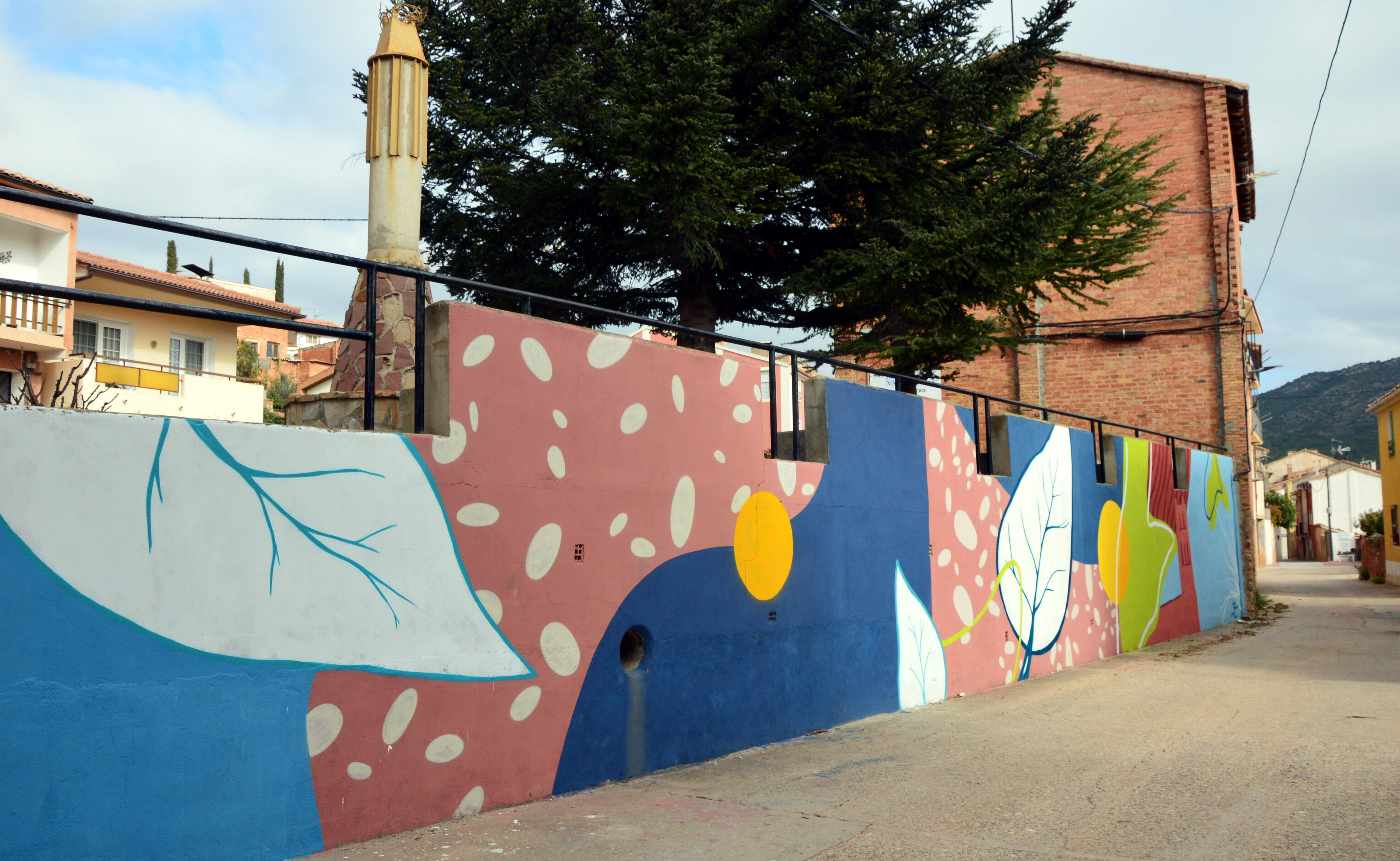
Fragmento de pintura mural en la calle del Rosario en Torrebaja (Valencia), año 2021.

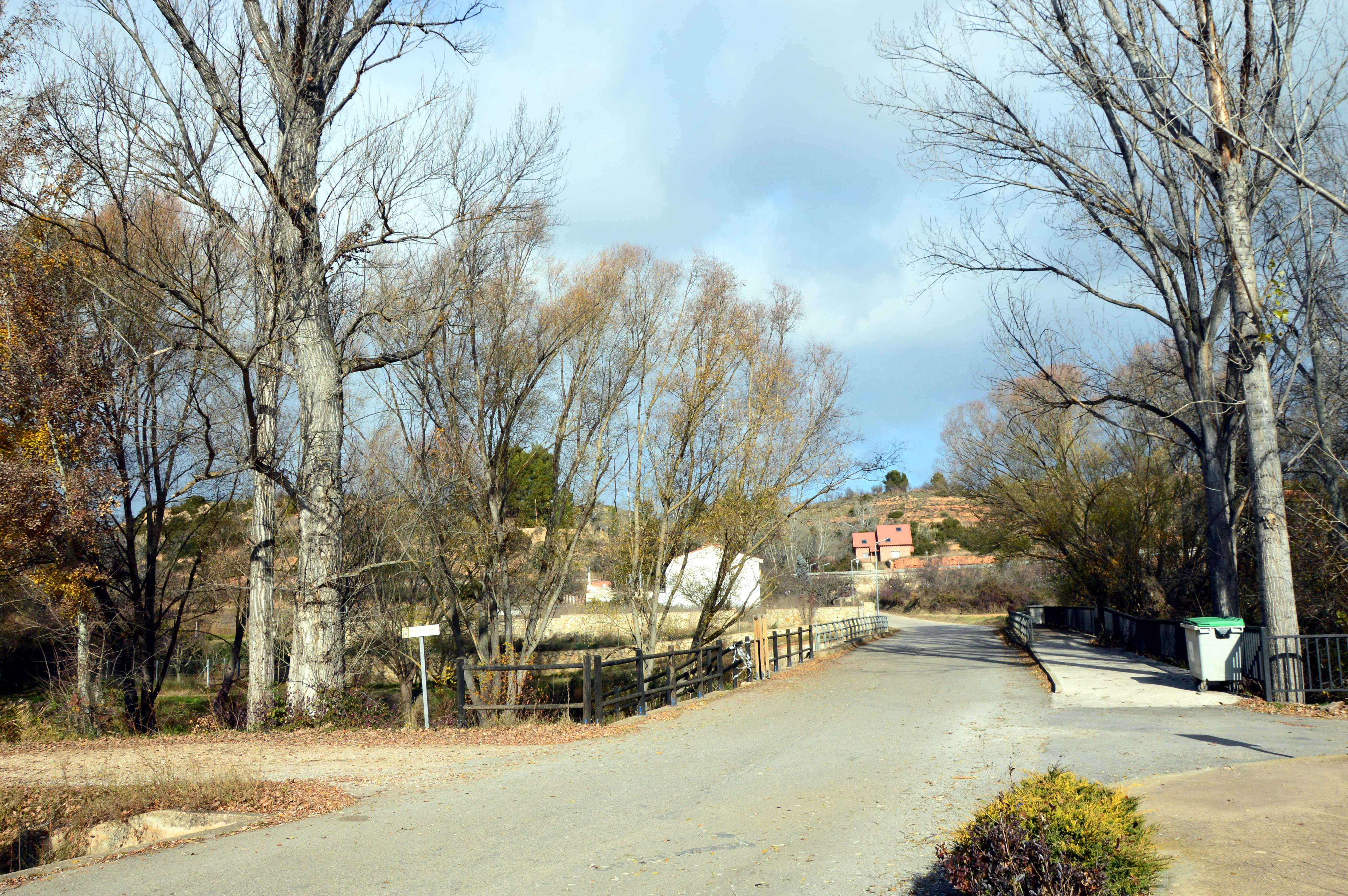
Puente del Ebrón en Torrebaja (Valencia), año 2021.

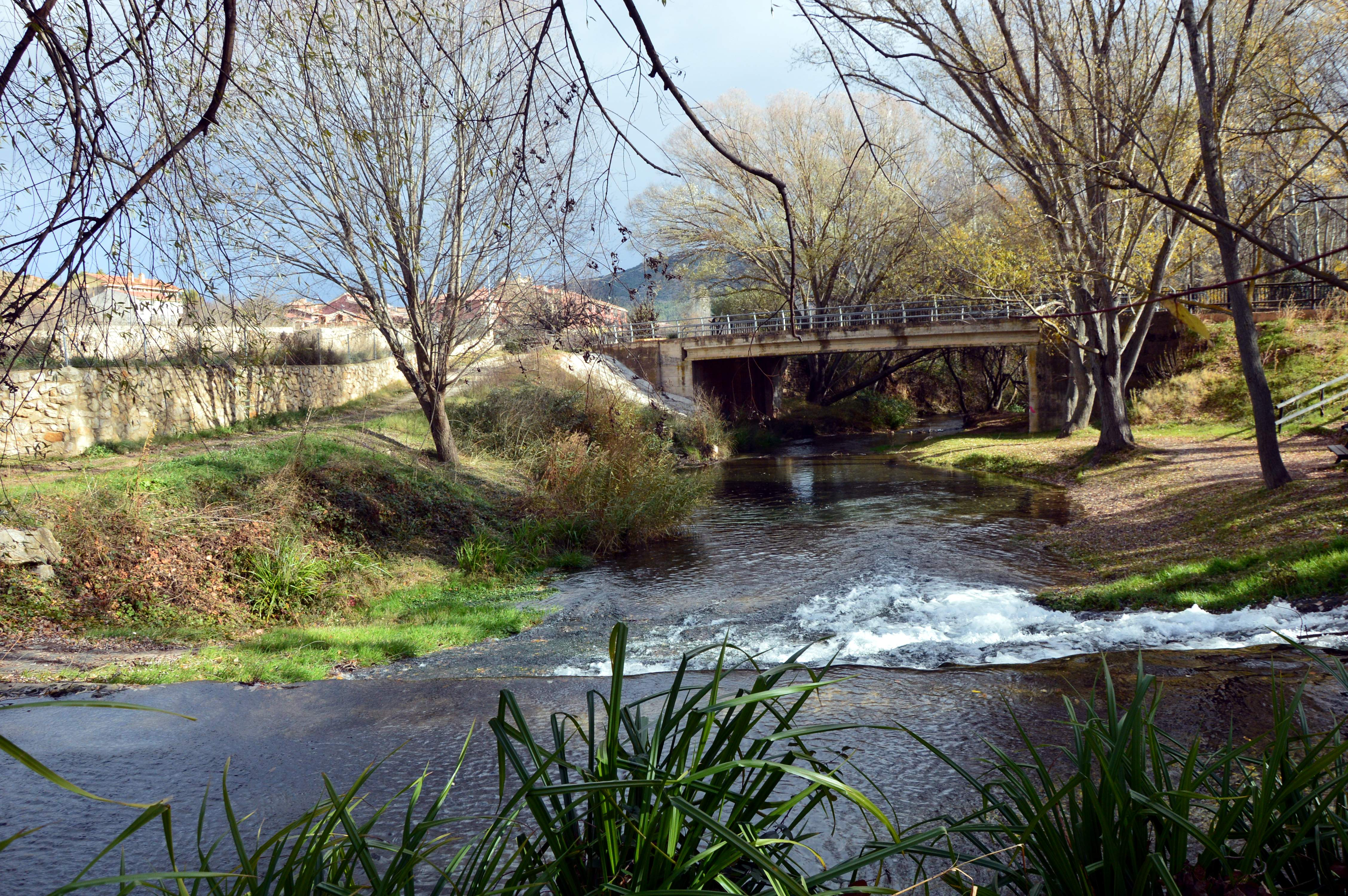
Presa del Ebrón en Torrebaja (Valencia), año 2021.